# Повалишин, Александр Дмитриевич
Алекса́ндр Дми́триевич Повали́шин (1844—1899) — юрист, историк, земский деятель, руководитель банка.

## Семья
Из побочной ветви рода Повалишиных, потомственных дворян Рязанской губернии.
Отец: Повалишин Дмитрий Алексеевич
Мать: Повалишина Надежда Яковлевна
Братья и сестры:
- Повалишин Константин Дмитриевич (род. 1846)
- Повалишина Мария Дмитриевна (род. 1849)

Жена: Победоносцева Ольга Дмитриевна (род. 04.02.1849), племянница обер-прокурора Святейшего Синода К. П. Победоносцева
Дочери:
- Надежда
- Вера

## Биография
Родился 15 июля 1844 года в городе Спасске, Рязанской губернии.
Обучался в Рязанском уездном училище и Рязанской мужской гимназии, когда в ней преподавал Д. И. Иловайский. Окончил в 1868 году юридический факультет Санкт-Петербургского университета. Затем был присяжным поверенным Московской судебной палаты.
Проживая в Рязани в 1874—1877, 1880—1886, 1889—1899 годах он состоял гласным Рязанского губернского и уездного земских собраний, а в 1879—1882 годах — гласным городской думы. С 1890 года управлял Рязанскими отделениями Дворянского и Крестьянского банков.
С 1895 года был председателем Рязанской учёной архивной комиссии.
Труд Повалишина «Рязанские помещики и их крепостные» получил наибольшую известность среди всех исторических работ, выпущенных в Рязани в дореволюционный период.
Повалишин владел 39 десятинами земли в пустоши Чаще Рязанского уезда, а после женитьбы стал обладателем ещё 231 десятины в селе Пущино и деревне Марьино того же уезда (родовое имение Победоносцевых).
Умер 17 июля 1899 года в возрасте 55 лет в своей усадьбе в Пущино, где до последних дней работал над главами книги «Рязанские помещики и их крепостные». Похоронен в рязанском Спасском монастыре. Его могила не сохранилась.

## Цитаты
... А. Д. Повалишин в любую работу/ вносил свои мысли, свои взгляды, свои силы, и всегда можно было быть уверенным, что дело, которому он служил, обязательно разовьется, вырастет и успешно завершится...

... Человек - прежде всего и после всего работник здесь на земле. Без работы он никому и ни для чего не нужен, в нём одна тягость. Все сводится к работе, ей только должно все служить...

## Сочинения
Главные труды А. Д. Повалишина:
- «Опыт разработки материалов для истории Рязанского губернского земства» (1885 и 1887)
- «Рязанское земство в его прошлом и настоящем. Обозрение 25-летней деятельности земства Рязанской губернии» (1889)
- «Свод действующих общих постановлений Рязанского губернского земского собрания» (1889) и три дополнения к нему (1890, 1892 и 1894)
- «Состояние Рязанской губернии во второй половине 19 столетия (1847-1890)» (1895)
- «Рязанские помещики и их крепостные» 1903)
- Статьи по исследованию крепостного права в Рязанской губернии в «Трудах Рязанской Ученой Архивной Комиссии» за 1887—1896 годы